# Myriangiaceae
Myriangiaceae es una familia de hongos en Ascomycota, clase Dothideomycetes. Las especies en esta familia poseen una distribución amplia, siendo en especial prevalentes en zonas tropicales, y por lo general se les encuentra asociados a insectos escama. La familia ocupa una posición filogenética aislada en  Dothideomycetes.